# Flavigny-le-Grand-et-Beaurain
Flavigny-le-Grand-et-Beaurain é uma comuna francesa na região administrativa de Altos da França, no departamento de Aisne. Estende-se por uma área de 13,63 km². Em 2010 a comuna tinha 461 habitantes (densidade: 33,8 hab./km²).